# 上加龙省
上加龙省（法語：Haute-Garonne，法語發音：[ot.ɡaʁɔn]；奥克语：Nauta Garona）是法國奧克西塔尼大區所轄的省份。該省編號為31。